# 38270 Wettzell
38270 Wettzell è un asteroide della fascia principale. Scoperto nel 1999, presenta un'orbita caratterizzata da un semiasse maggiore pari a 2,5536576 UA e da un'eccentricità di 0,2494353, inclinata di 14,50691° rispetto all'eclittica.